# رستم‌راه
رستم‌راه روستایی در دهستان زالیان بخش زالیان شهرستان شازند استان مرکزی ایران است.

## جمعیت
بر پایه سرشماری عمومی نفوس و مسکن در سال ۱۳۹۵ جمعیت این روستا ۲۴ نفر (۱۰خانوار) بوده‌است.